# Ettore Borgetti
Ettore Borgetti (Cremona, 19 maggio 1897 – Modena, 23 gennaio 1986) è stato un calciatore italiano, di ruolo portiere.

## Carriera
Portiere titolare del Modena dal 1914, quando prese il posto del mantovano Diaderico Raffaldini, passato all'Hellas, si ritirò al termine della stagione 1919-1920 per l'impossibilità di conciliare l'attività sportiva con il suo lavoro presso il Tribunale di Modena. Dopo due anni di stop ritornò a indossare i guantoni su richiesta della società per sostituire Fausto Brancolini che, militare, attraversava un periodo scadente di forma.